# Jorge Comrie
Jorge Comrie (ur. 7 lipca 1951) – panamski judoka. Olimpijczyk z Montrealu 1976, gdzie zajął dwunaste miejsce w wadze półciężkiej.
Brązowy medalista igrzysk Ameryki Środkowej i Karaibów w 1978. Startował w turniejach kontynentalnych.

## Letnie Igrzyska Olimpijskie 1976
| Konkurencja | Pierwsza runda       | Pierwsza runda        | Klas. końcowa |
| Konkurencja | Przeciwnik I         | Przeciwnik II         | Miejsce       |
| ----------- | -------------------- | --------------------- | ------------- |
| 93 kg       | Koh Eng Kian (SGP) Z | Johan Schåltz (SWE) P | 12.           |